# Пам'ятники Мукачева
У Мукачеві співіснують як радянські та австро-угорські, так і відносно нові — українські пам'ятки.

## Пам'ятники
- На Мукачівському залізничному вокзалі (вул. Вокзальна, 3) пасажирів зустрічають-проводжають скульптури людей праці, встановлені у радянські часи. Це фігури сталевара, лісоруба, хлібороба та колгоспниці
- 3 березня 2019 року, у центрі Мукачева на площі Кирила та Мефодія відбулось урочисте відкриття скульптури покровителя міста Святого Мартина на коні. Головний меценат та автор проєкту Михайло Кіш. Пам'ятник закладений до 1700-річчя від дня народження покровителя міста. Скульпторами є Степан Федорин, Микола Гурмак, а матеріал постаменту — травертин, скульптурна композиція бронза. Виготовлення пам'ятника і виливка бронзи проходила в Мукачеві. Скульптурна композиція вагою більше 33 тон, висотою понад 4 метри. Це перший на Закарпатті кінний пам'ятник Святому Мартину.
- У 2010 році на центральній площі встановили пам'ятник сажотрусу. Є пам'яткою монументального мистецтва.
- Пам'ятник Кирилу і Мефодію, від якого відкривається гарний краєвид на центр міста. Знаходиться на центральній площі міста.
- Зворушлива скульптурна композиція «1998 рік. Рік біди і випробування», присвячена трагічній повені 1998 р. у місті.
- У місті з'явилася ще одна туристична родзинка — поштова скринька, яка встановлюється біля головного фасаду Ратуші. Гості міста зможуть відправити листівку з видами старовинного та сучасного Мукачева. «Листоноша» щоденно вийматиме листи й відсилатиме за зазначеними адресами. Кована Скринька із зображенням Святого Мартина і замку «Паланок» розташована в фотозоні, привабливої для туристів.
- У місто над Латорицею «злітаються» цікаві птахи, щоби створити новий «гусячий» туристичний маршрут, який пролягатиме пішохідною частиною по туристичному маршруту історико-архітектурної спадщини міста. Перші дві тематичні скульптури гусей розмістили біля міської ратуші та на вул. Достоєвського — це гуска–фотограф та гуска–турист, приурочені до Дня Святого Мартина, який відзначають 11 листопада. Третій гусак — гусак–пивовар з келихом, на бочці з написом «Паннонія», встановлений біля ринку. Загалом у місті планують розмістити 11 бронзових фігурок гусаків різних професій (символічно даті 11 листопада). Скульптор Степан Федорин.
- Пам'ятник рому-господарнику встановили у вересні 2015 р. на перехресті вулиць І.Франка та М. Токаря. Є пам'яткою монументального мистецтва. Скульптур Іван Бровді.
- Пам'ятник воїнам-інтернаціоналістам, які загинули в Афганській війні 1979—1989 рр. Є пам'яткою монументального мистецтва.
- Скульптурна композиція Богородиці з немовлям, яка символізує життя і материнську любов. Встановлено біля входу до Мукачівської лікарні у червні 2010 року з нагоди Дня медичного працівника. Є пам'яткою монументального мистецтва.

Праворуч від головного входу в Успенський греко-католицький собор можна побачити скульптуру Матері Божої з немовлям-Ісусом, біля якої завжди є живі квіти.
- * Пам'ятник матері, (сквер) біля вул. Миру, 26-28.
- Погруддя Тараса Шевченка (вул. Ужгородська, 26). Є пам'яткою монументального мистецтва.
- Пам'ятник Учню кондитера задуманий для справжнього здійснення бажань. Для цього необхідно торкнутися одного з елементів скульптури — бронзової вишеньки. У червні 2011 р. в Старому Пасажі відбулося відкриття пам‘ятника дитячій мрії.

Погруддя Мігая Мункачі (справжнє ім'я Мігай фон Ліб) видатного угорського художника-реаліста, корінного мукачівця перенесли у листопаді 2016 р. Погруддя видатного митця Мігая Мункачі виконане з бронзи, граніту та андезиту автором Михайлом Беленем та архітектором Олександром Андялоші. Це погруддя було встановлено у 1995 році за рішенням ЮНЕСКО на честь святкування 150-річчя з дня народження митця. Погруддя з площі Кирила і Мефодія перенесли у двір художньої школи (палац князів Ракоці, пл. Мира, 16), а на місці, де був пам'ятник Мункачі встановлять скульптуру Святому Мартину.Скульптуру Святому Мартину було встановлено в березні 2019 р. в центрі міста на площі Кирила та Мефодія. Пам'ятник закладений до 1700-річчя від дня народження покровителя міста, який зображений на гербі міста. Це перший на Закарпатті кінний пам'ятник Святому Мартину і він містить в собі сюрприз. Який саме гості та містяни дізнаються 11 листопада, під час святкування у місті Дня Святого Мартина. Виконали пам'ятник скульптори Степан Федорин і Микола Гурмак. Бронзовий пам'ятник стоїть на травертиновому постаменті, має висоту в 5,5 метра і важить 33 тони. Виготовили пам'ятник у Мукачеві. Спорудити скульптуру покровителю міста вирішили в 2012 році, а наріжний камінь заклали і освятили в 2017-му — до дня народження святого Мартина, вважається, що він народився 1700 літ тому[1].
- Пам'ятник Святому Мартину Турському встановлено на подвір'ї католицького костелу у жовтні 2016 року. Скульптор Петро Матл.
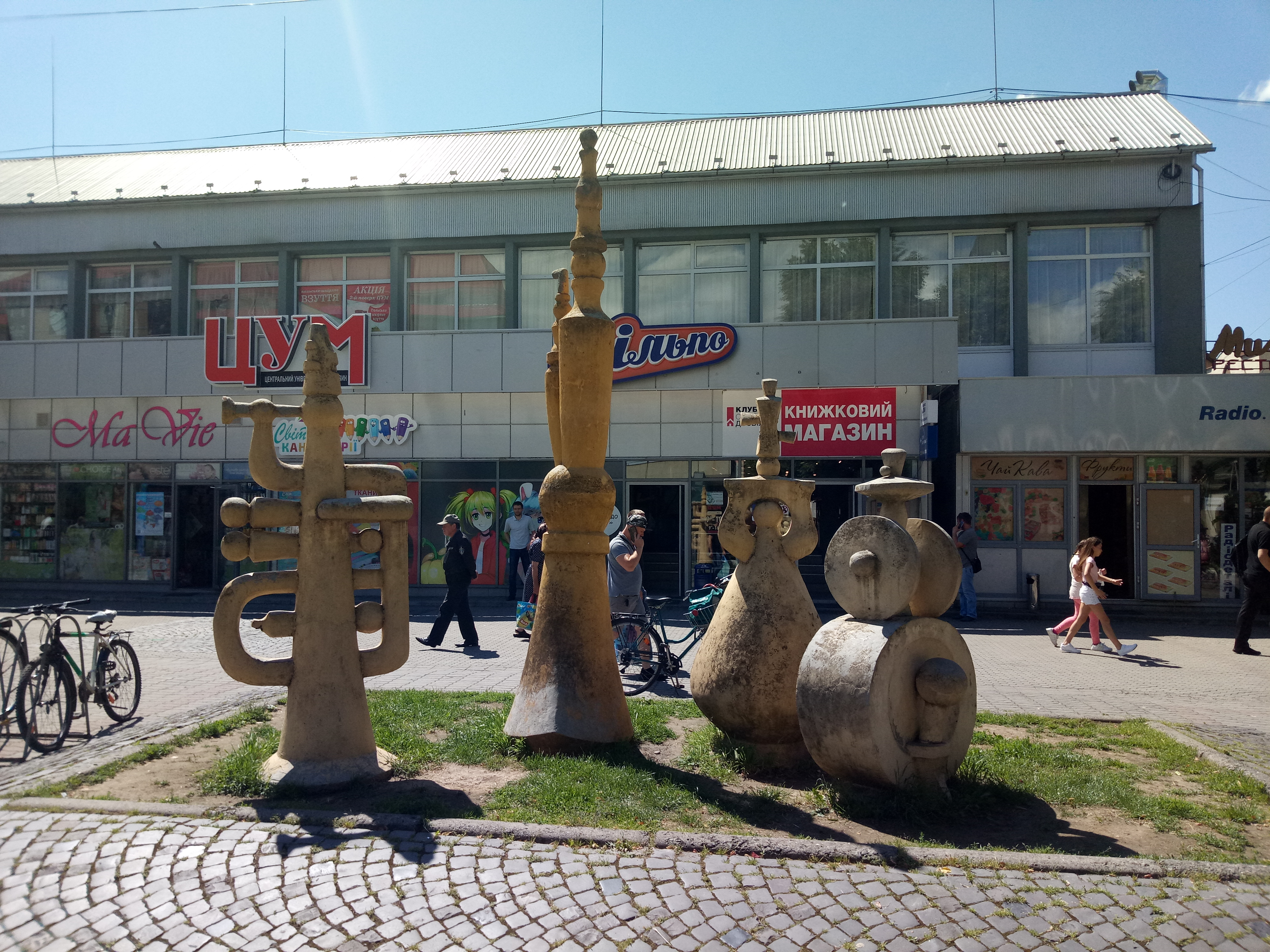
У центрі, біля ЦУМа, встановлені бетонні фігури: музичні інструменти і музиканти.
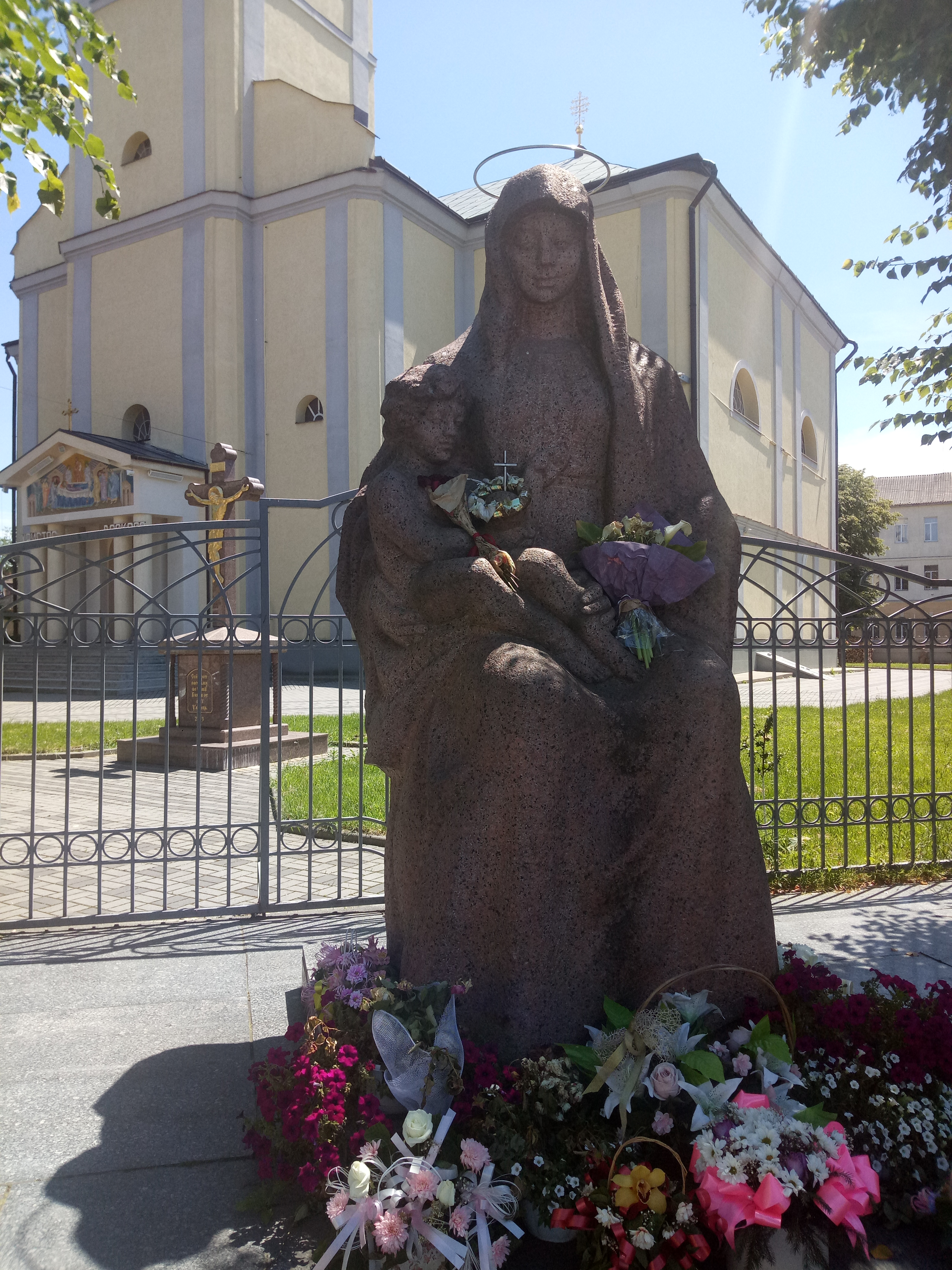
Скульптура Матері Божої з немовлям-Ісусом
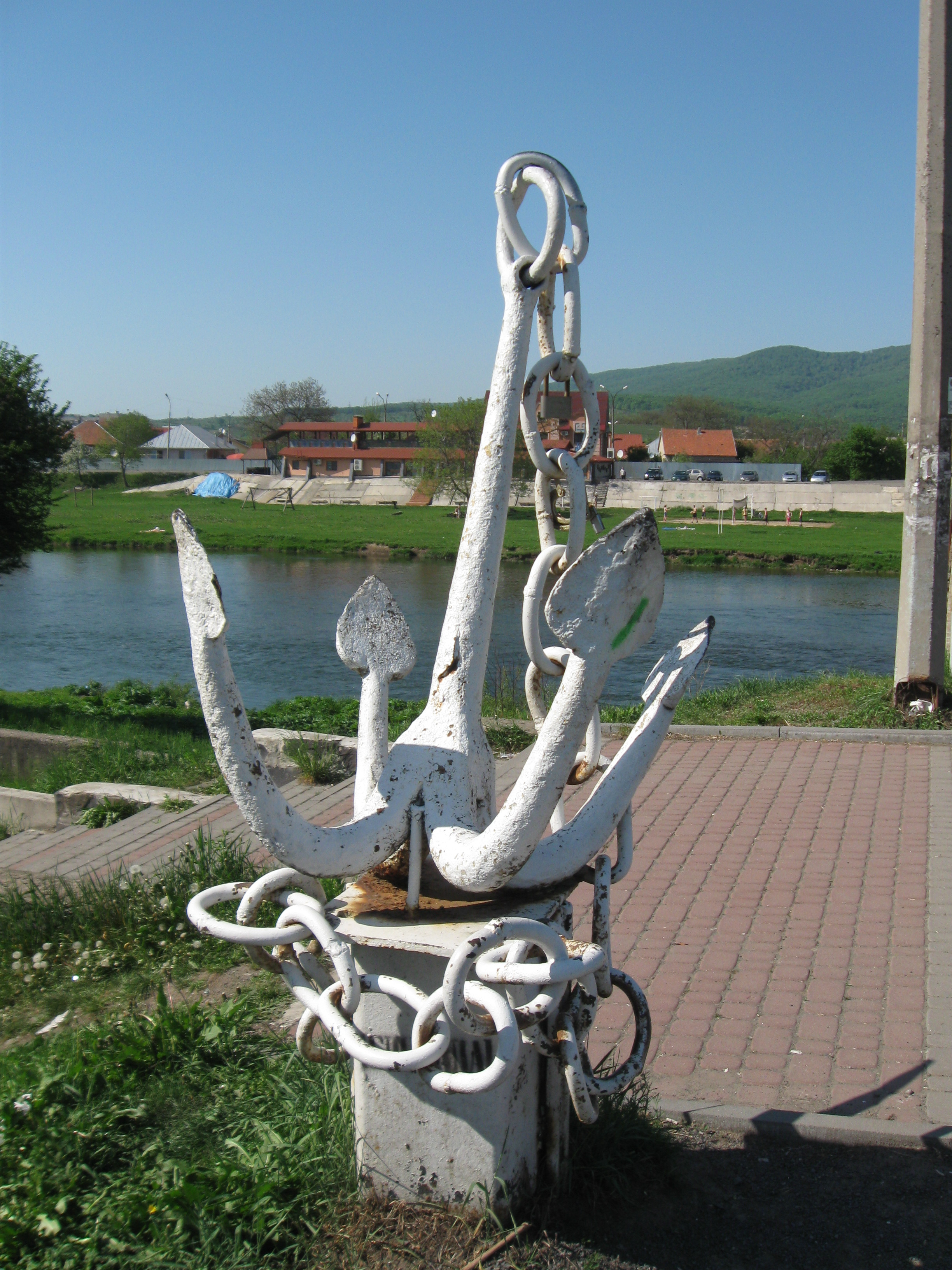
Скульптурна композиція «Якір», яка встановлено поблизу північного транспортного мосту (на перетині вулиць Садової та Парканія) вже десятки років, оповита безліччю легенд. А легенди мають історичну основу: за словами міського вчителя у далекому 1938 році на місце, де зараз встановлений якір приходив вічний єврей, який жив 2000 років. Якір пряме уособлення Христа у ранньому християнстві, звідси і зв'язок, по-перше, через місце, на яке постійно приходив єврей, а по-друге, через символ якоря в ранній християнській вірі. Він почав свідчити, що через декілька років на цій землі буде дуже страшна війна, але на цій срібній землі, яку обійшла Божа мама своїми ногами, не буде тих лихоліть і страждань, які несе з собою війна. Ще один факт: якір дійсно виловили в річці, проводячи роботи, пов'язані з руслом ріки. А змінилося воно наприкінці XVIII століття. Він свідчить про те, що у минулому річка, яку зараз можна перейти вбрід, була судоходною, нею плавали баржі та лодки. Якір свідчить про успішні торговельні співпраці із далекими і ближніми сусідами. Білий колір якоря символізує мир і добробут.
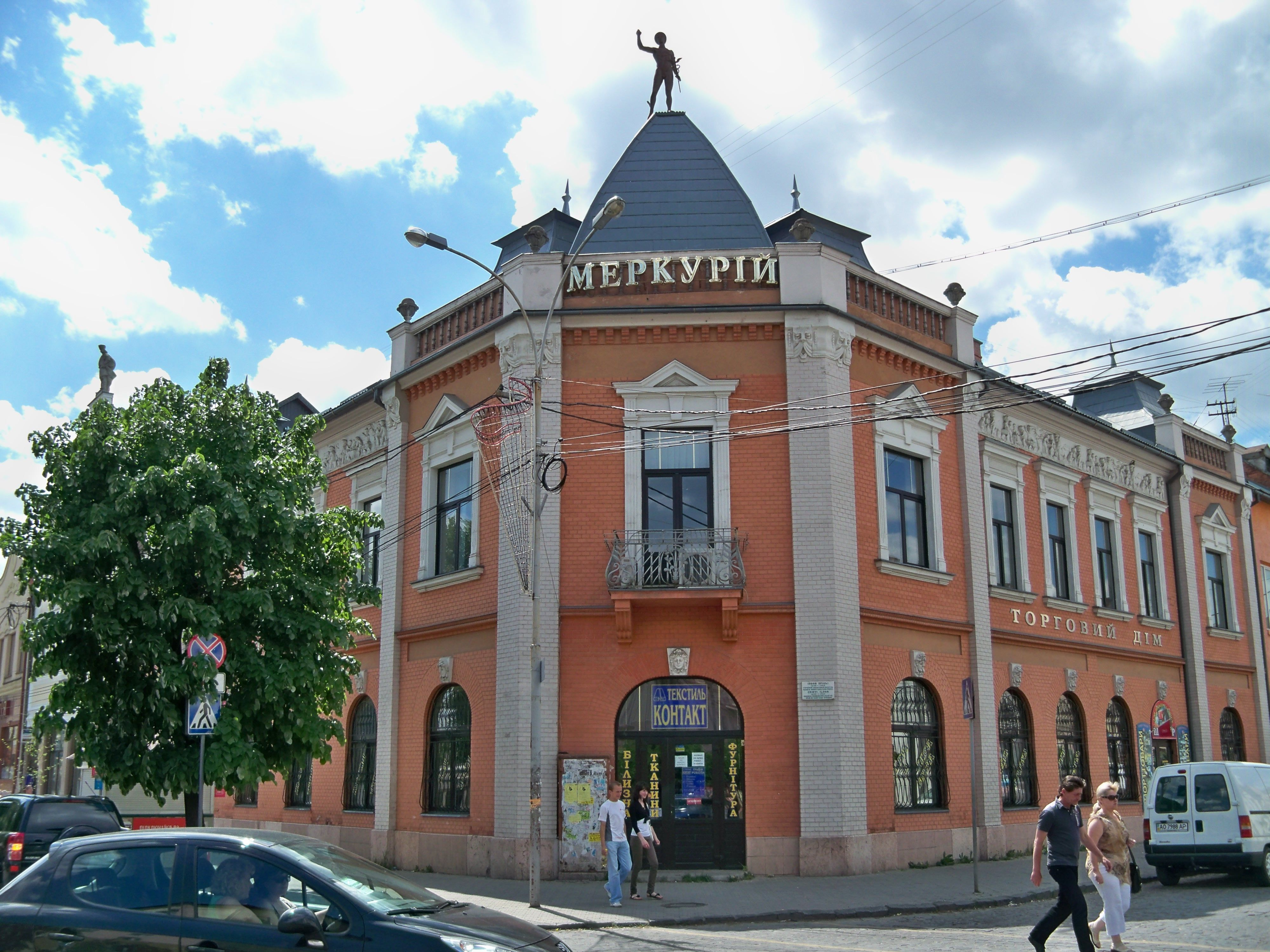
Скульптура Меркурія на фронтоні колишньої друкарні Гірнштейна, на перетині вул. О. Пушкіна та І.Зріні
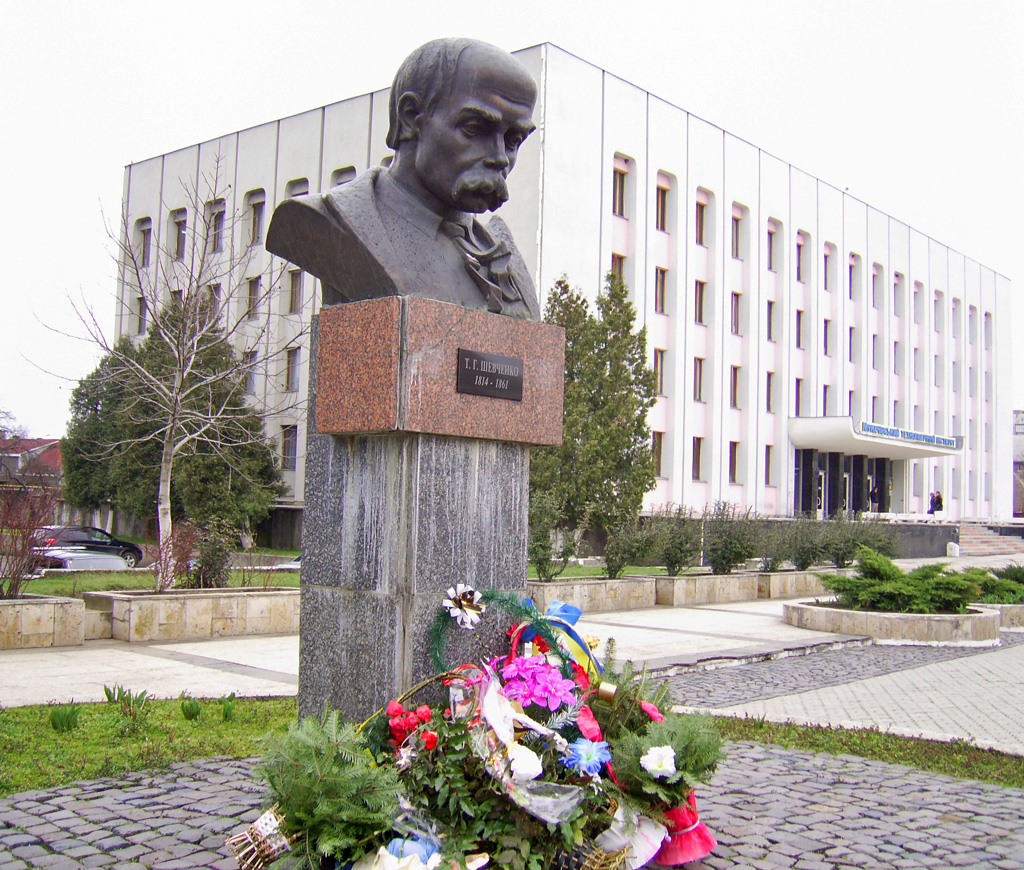
Погруддя Т. Г. Шевченку, вул. Ужгородська, 26 (пл. Т. Г. Шевченка)
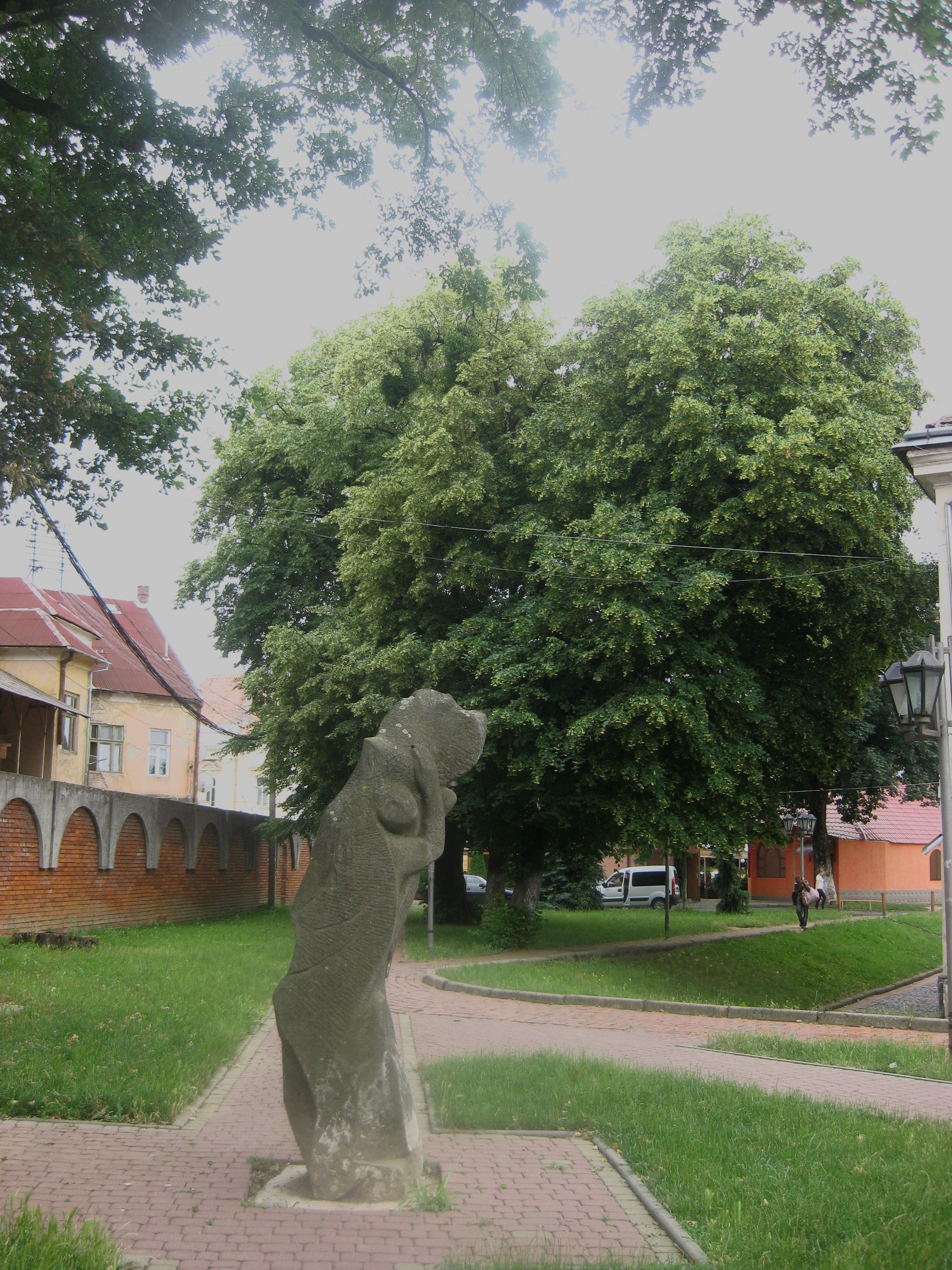
пам'ятник відомому поетові, вчителю, культурному і релігійному діячеві Олександру Духновичу, що виступав проти мад'яризації закарпатських українців- встановлений в Мукачеве на вул. Пушкіна.
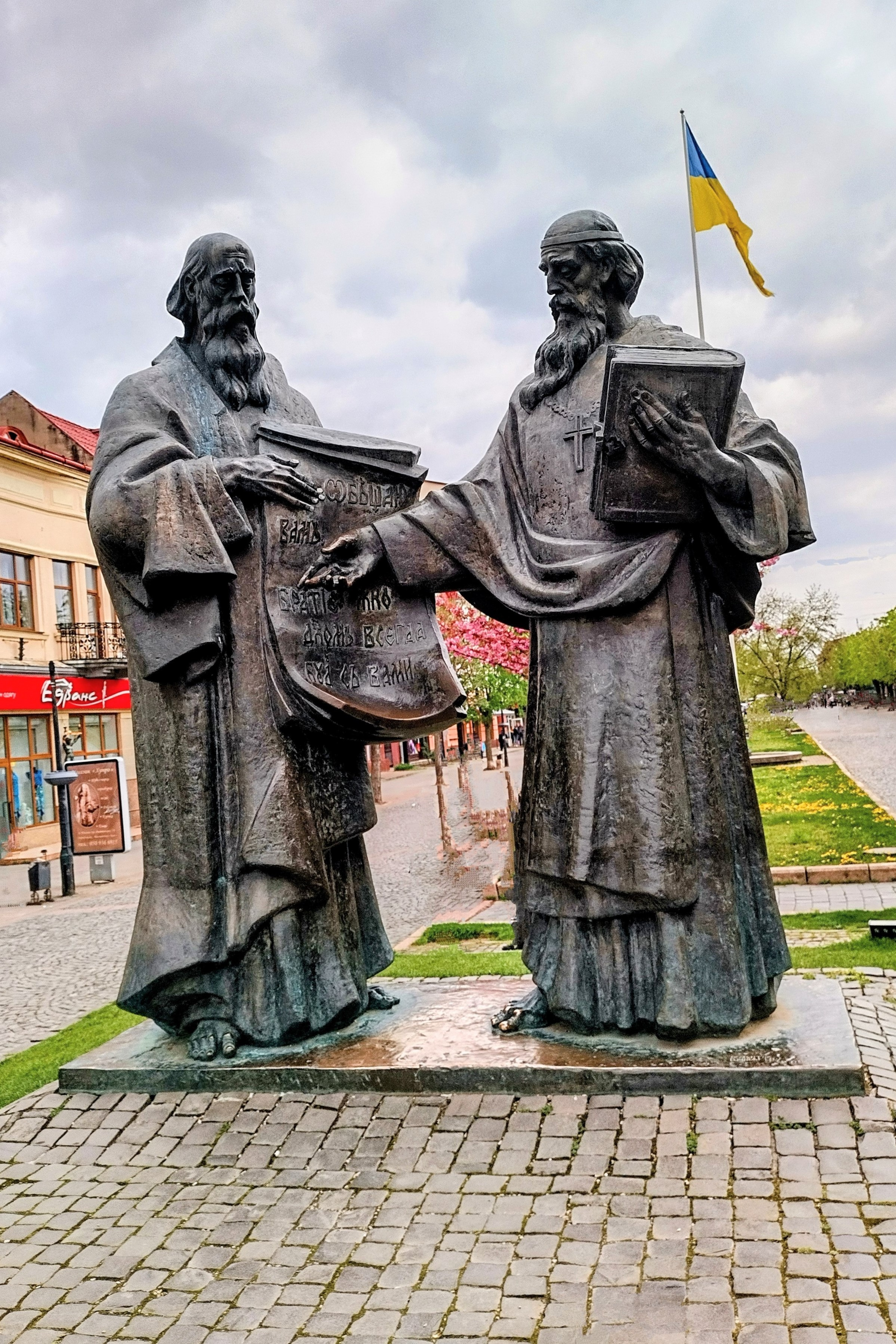
Пам'ятник Кирилу і Мефодію
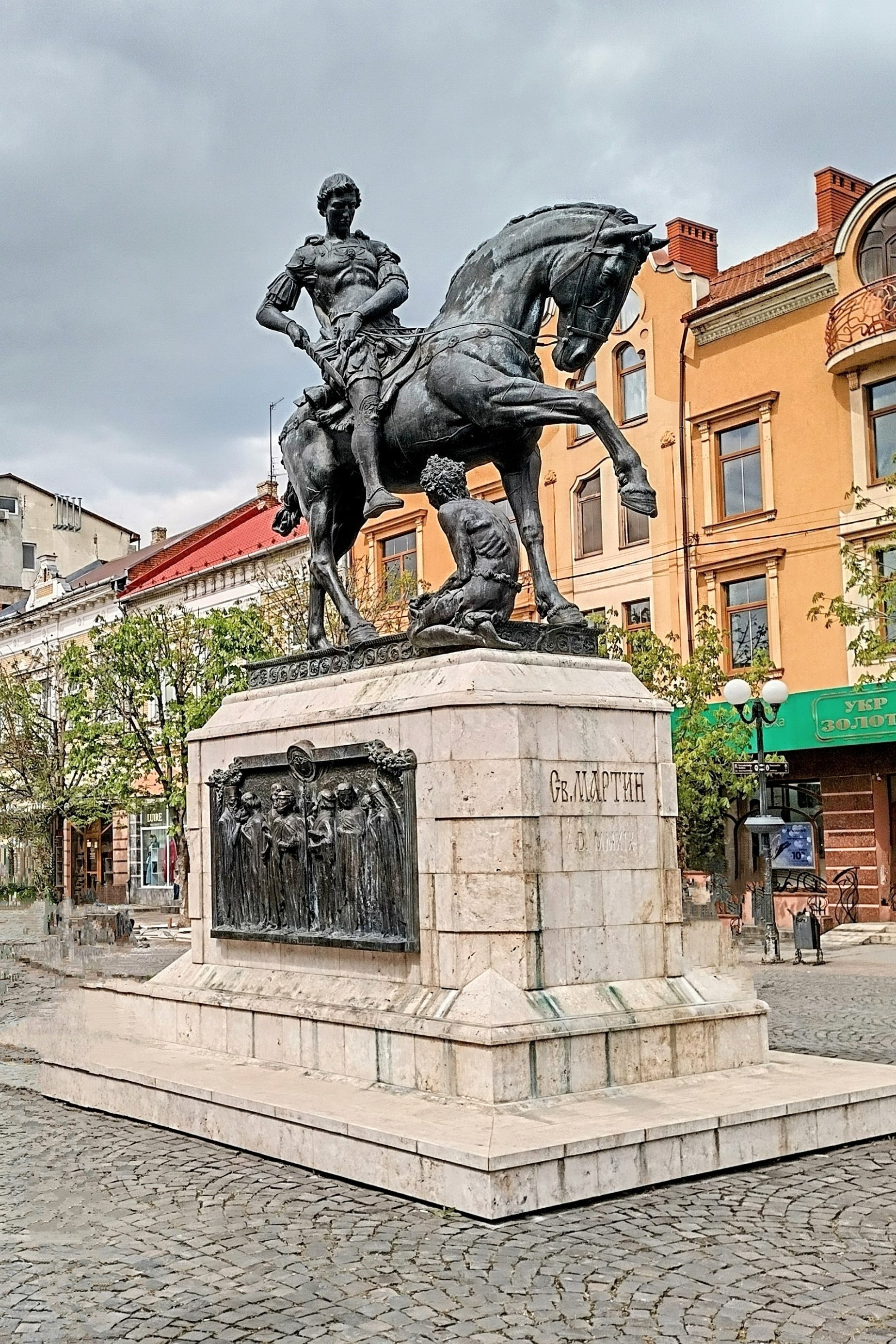
Кінний пам'ятник Святому Мартину
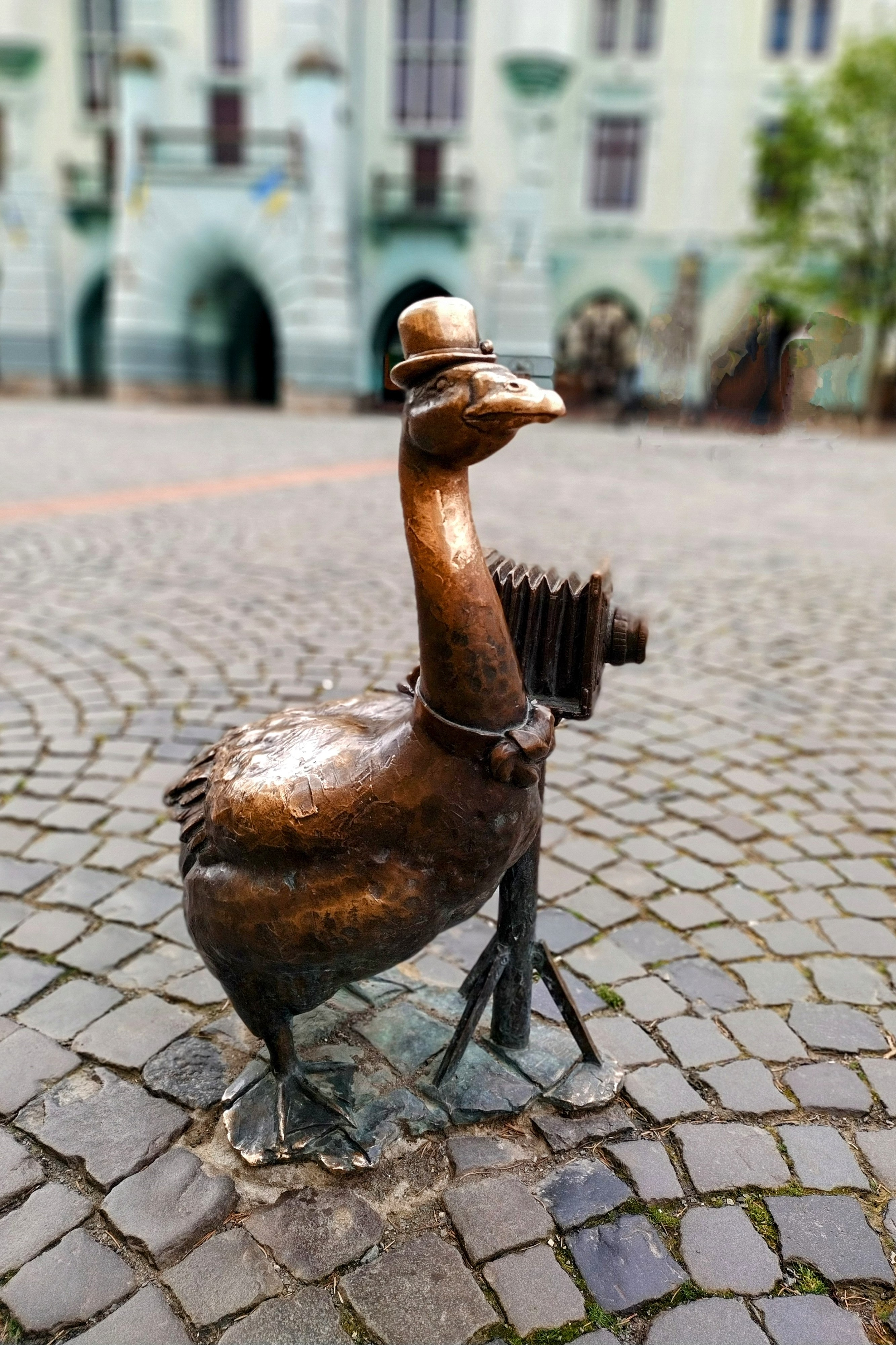
Гуска-фотограф
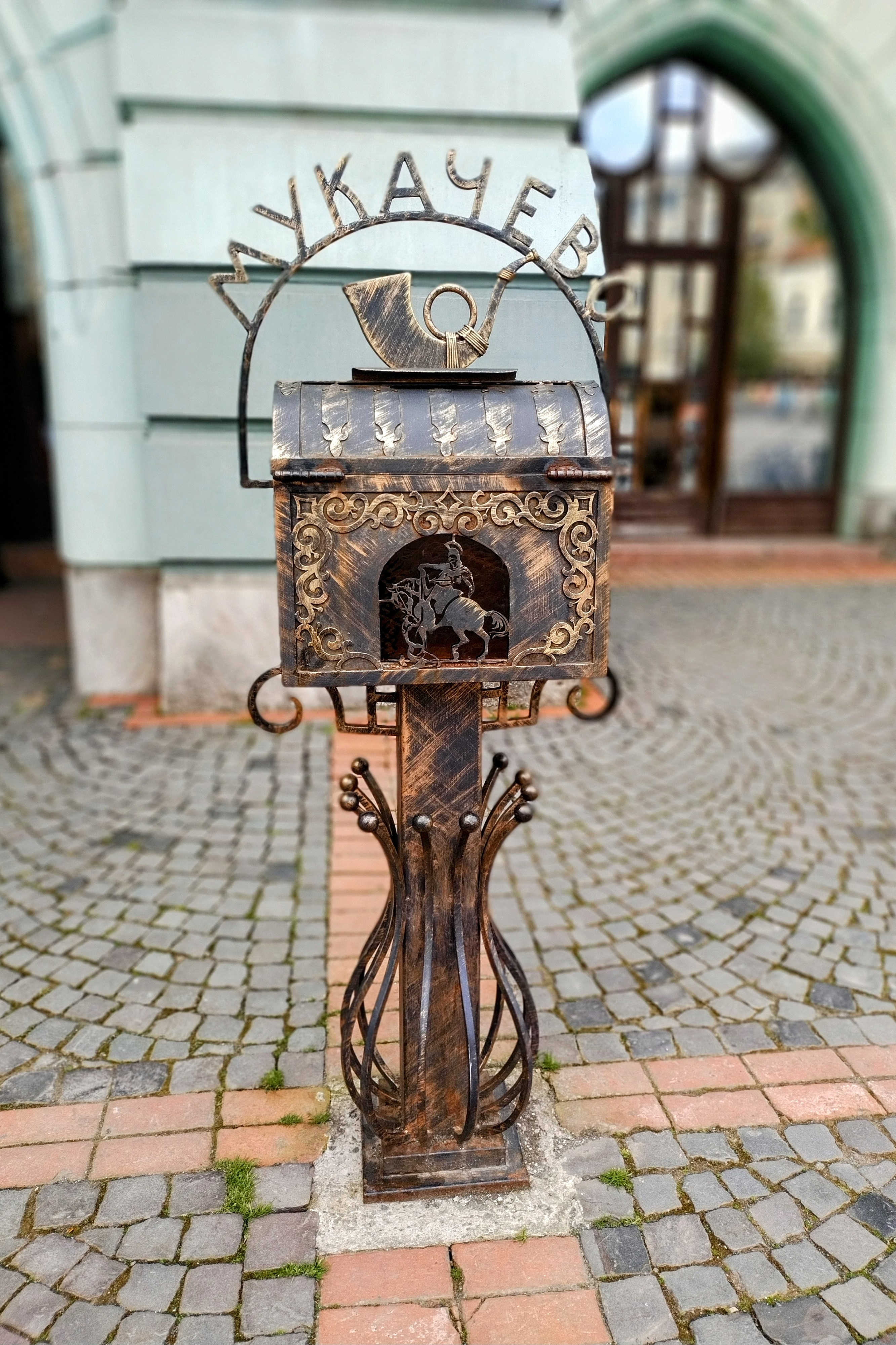
Поштова скринька

- Скульптура Лайошу Гулачі. Дерев'яна скульптура у вигляді простягнутих до неба рук, присвячена єпископу, почесному громадянинові міста Мукачеве — Лайошу Гулачі. Розташовано її  у меморіальному парку на подвір'ї реформаторської церкви. Урочисте встановлення пам'ятника відбулось у січні 2017 року. Ідея та її реалізація належить відомому скульптору-монументалісту Петрові Матлу. Також на фасаді церкви розмістили меморіальну дошку з короткими відомостями про єпископа та цитатами зі Святого Письма.   - Пам'ятник жертвам повені на Закарпатті 1998 року
  - Скульптурна композиція «Музичні інструменти»
  - Скульптура Матері Божої з немовлям-Ісусом
  - Скульптурна композиція «Якір» біля транспортного мосту
  - Скульптура Меркурія на фронтоні колишньої друкарні Гірнштейна, на перетині вул. О. Пушкіна та І.Зріні
  - Погруддя Т. Г. Шевченку, вул. Ужгородська, 26 (пл. Т. Г. Шевченка)
  - Пам'ятник матері
  - Пам'ятник Кирилу і Мефодію
  - Кінний пам'ятник Святому Мартину
  - Гуска-фотограф
  - Поштова скринька

## Пам'ятники на території замку Паланок
Адреса: замок Паланок, Замкова гора, вулиця Графа фон Шенборна, 42 (пров. Куруців, 5).
- Володарка замку Ілона Зріні з чоловіком немов зустрічають гостей у першому дворі замку. Одразу за центральним входом можна побачити скульптурну композицію «Весілля Імре Текелі та Ілони Зріні», 2016 рік, автор: скульптор Михайло Колодко.

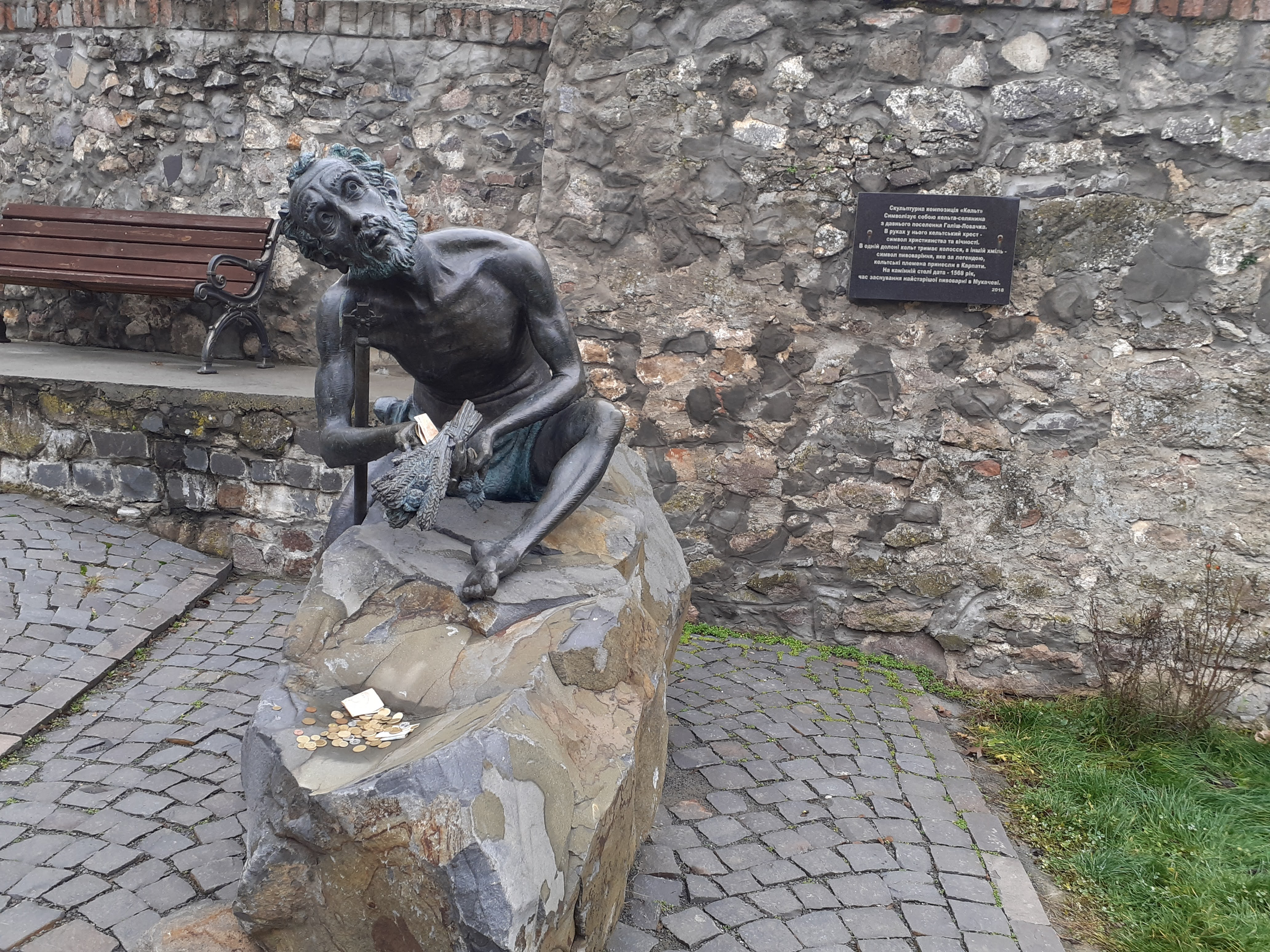
Пам'ятник Ілоні Зріні та Ференцу II Ракоці. Бронзовий пам'ятник княгині Ілоні Зріні та її синові Ференцу Ракоці був відкритий 27 лютого 2006 року на південній вежі (бастіоні) Верхнього замку, яка носить назву Лорантфі Жужанні. Скульптуру виготовив мукачівський скульптор, Петро Матл (Matl Peter). Твір Петра Матла має потрійну символіку: меч Ракоці символізує славу минулого, Ілона Зріні боротьбу теперішнього часу, а скульптура юного Ференца ІІ Ракоці революцію майбутнього. У замку працює експозиція «Родина Ракоці» присвячена життю князів Ракоці та визвольній війні угорського народу.
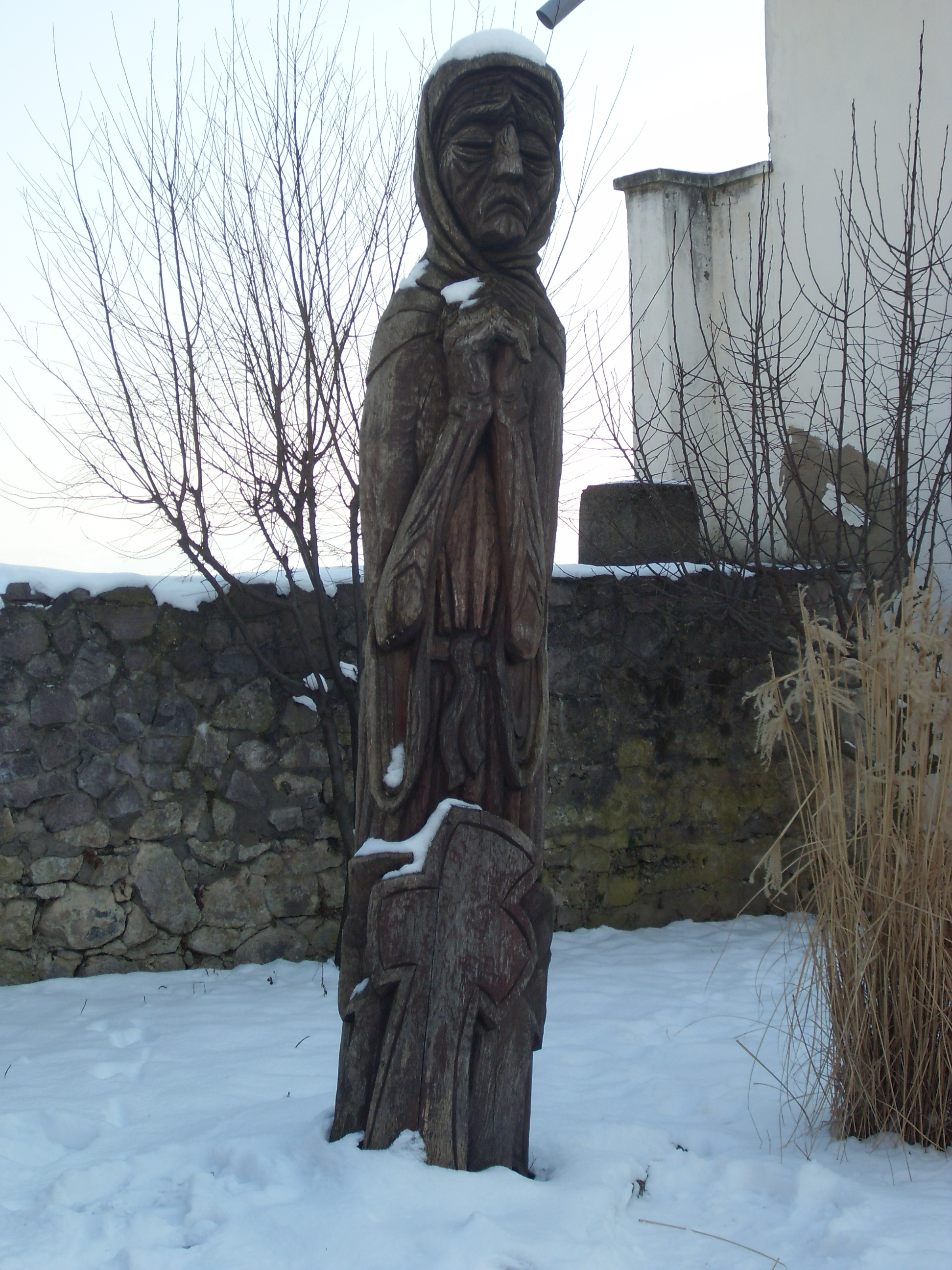
Жертвам Голодомору

- Пам'ятник князю Федору Коріятовичу. На знак поваги до просвітницької та духовної роботи Федора Каріатовіча місцеві жителі встановили цей пам'ятник у Верхньому дворі замку. Монумент виконав з бронзи скульптор Василь Олашин у 1996 р. Всі лінії і риси виконані філігранно. Коріатович, немов живий, по-батьківськи суворо дивиться на сучасне місто. Він немов наказує шанувати і пам'ятати історію рідного краю і не повторювати помилок минулого. У замку працює меморіальна кімната володаря замку князя Федора Корятовича.
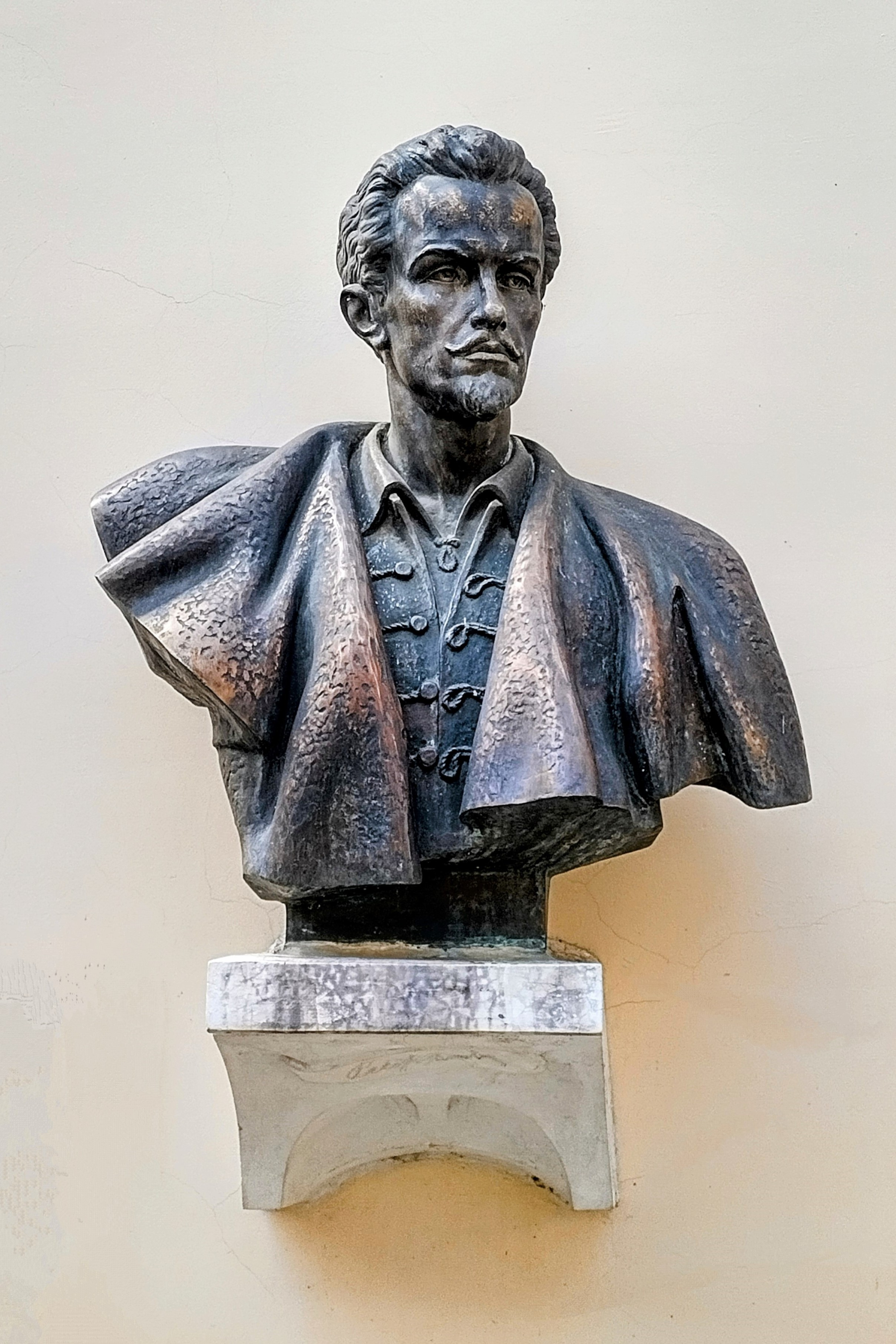
Зліва від Корятовича — інша сторінка історії Закарпаття — бюст Шандору Петефі у замку Паланок встановили у вересні 2008 року. Автор погруддя Михайло Белень. Шандор Петефі відвідав фортецю у 1847 році, яка на той час була політичною тюрмою. Скульптор Михайло Белень. Також у замку можна відвідати меморіальну кімнату присвячену угорському поету, а також побачити меморіальну дошку Ш. Петефі.
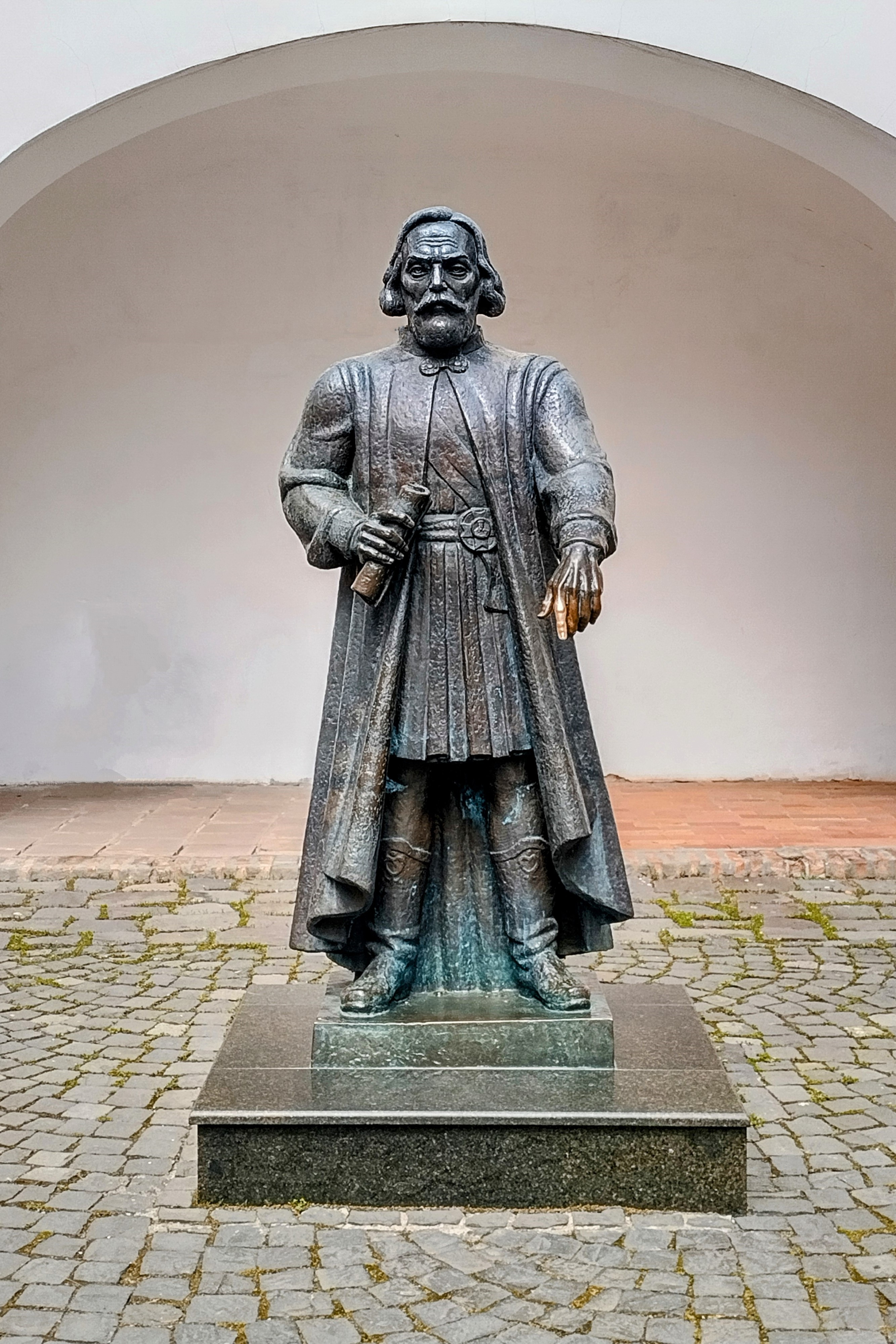
14 вересня 2018 р. у замку «Паланок» відкрили й омили пивом пам'ятник кельту-пивовару. Його в Мукачеві відкрили не випадково. Саме тут знаходилося найбільше кельтське городище–оппідум в Карпатах — Галіш–Ловачка. І саме кельтська цивілізація була першою на Закарпатті. У руках скульптури — кельтський хрест, пшениця та хміль. Вважається, що першими християнами на Закарпатті та винахідниками пива верхового бродіння — так званого еля були саме кельти. На табличці скульптури латинськими цифрами написано 1568 — рік згадки про найдавнішу пивоварню Закарпаття і України, яка діяла біля підніжжя замку. Пам'ятник Кельту, розташований у Нижньому дворі замку (2018 рік).
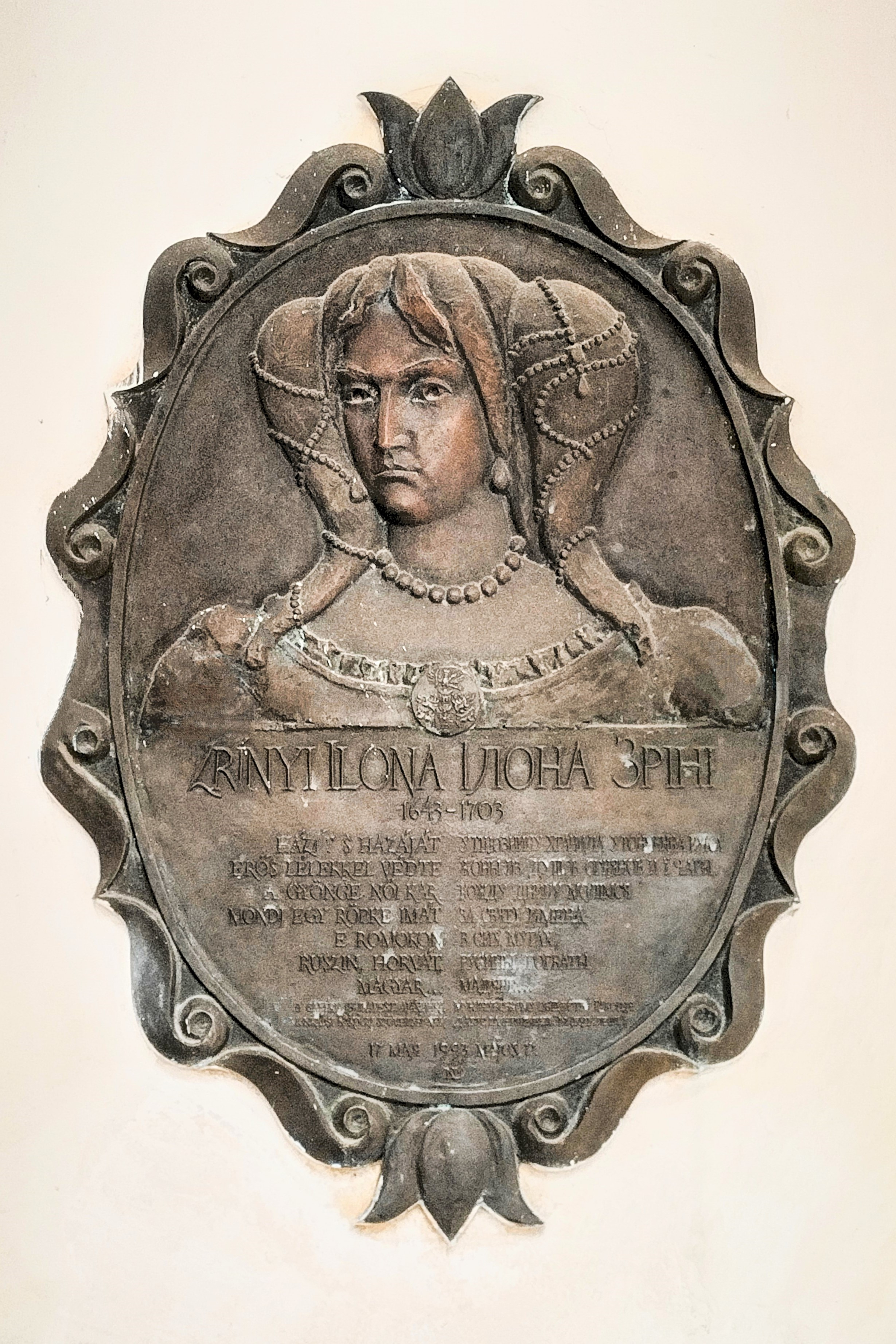
Меморіальна таблиця Ілоні Зріні
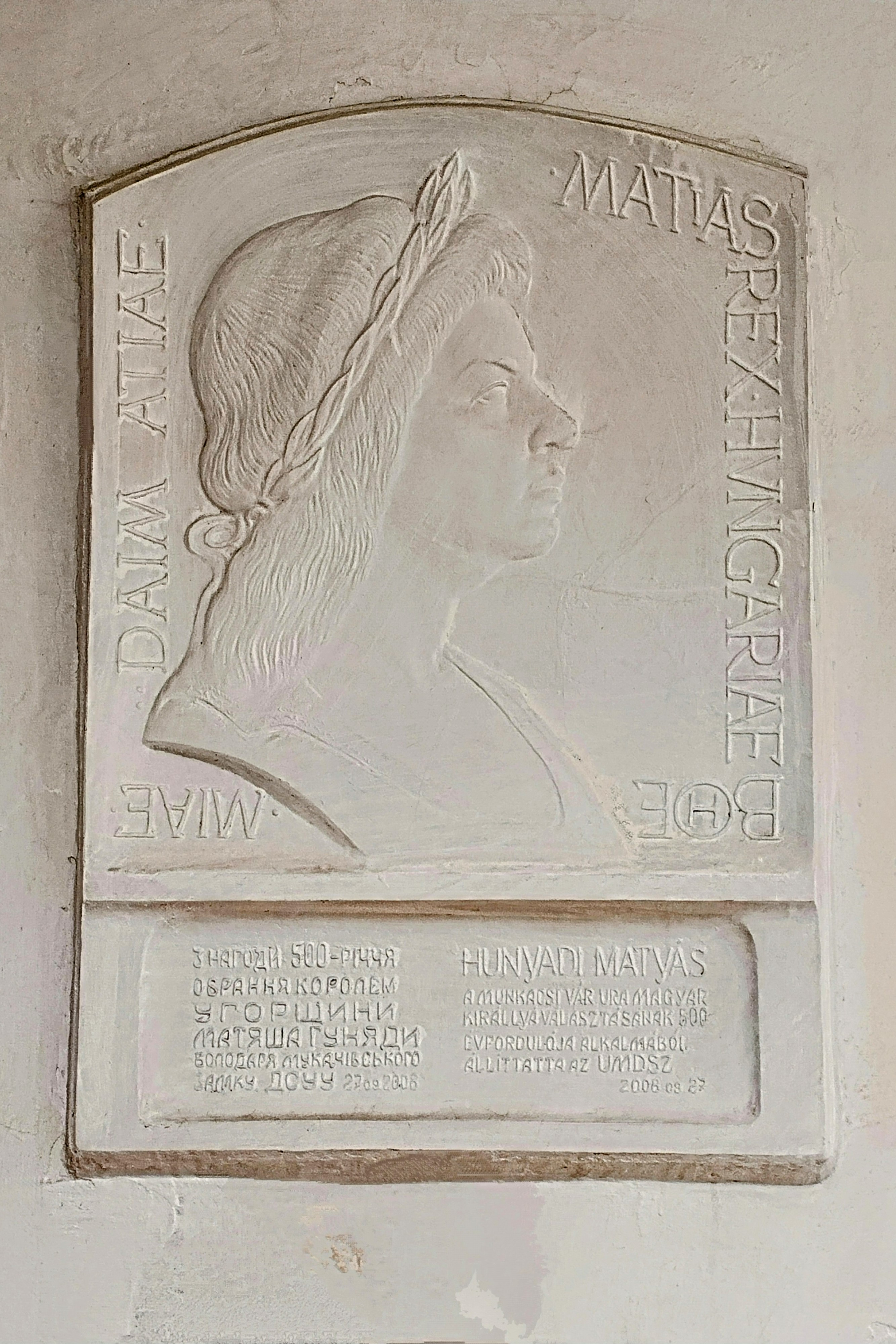
Барельєфна дошка угорському королю Матяшу Корвіну.
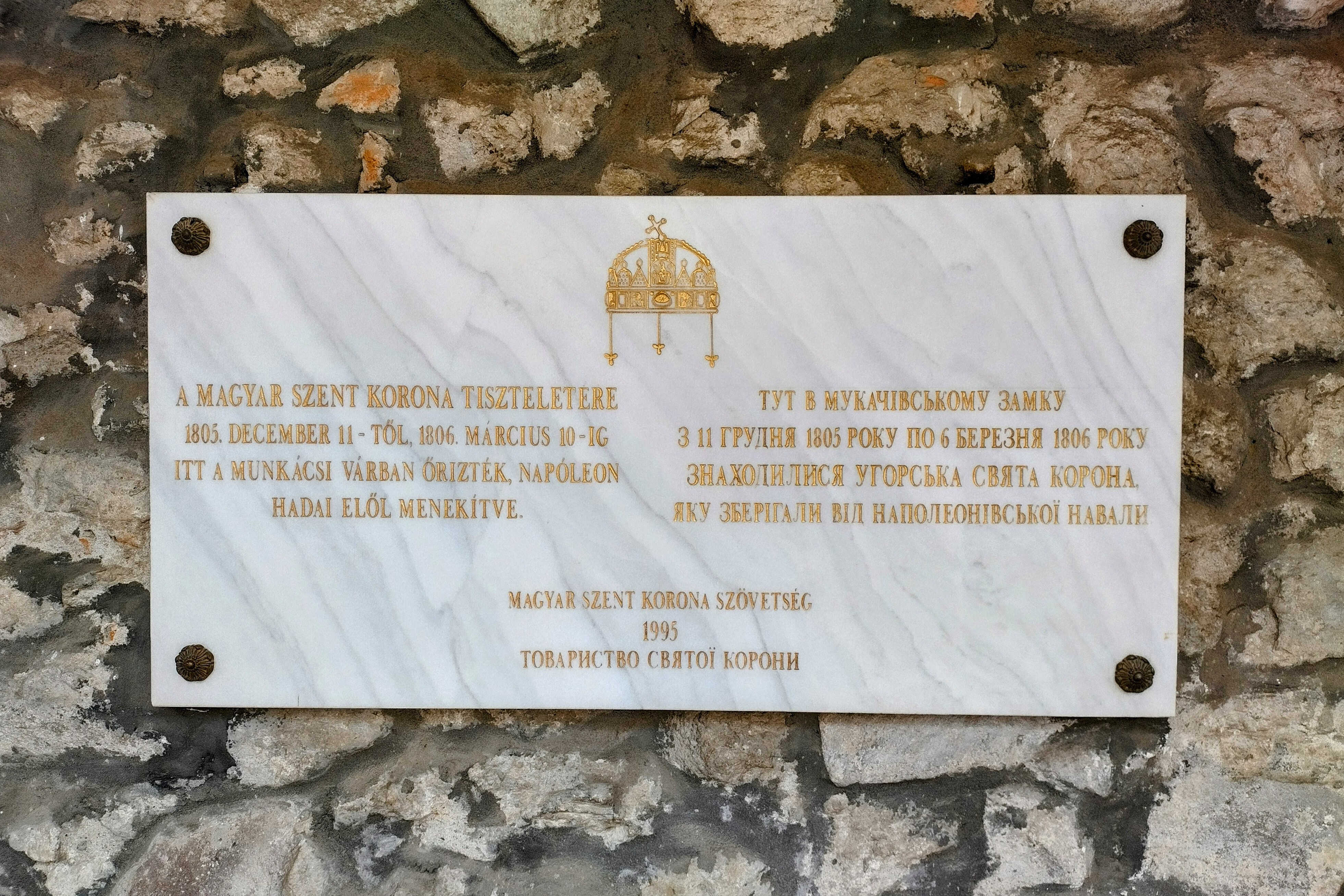
Меморіальна таблиця про охорону Святої корони в Замку Паланок

- Пам'ятна дошка про збереження Угорської корони.
- Меморіальна дошка Ференцу Козинці, угорському письменнику, в'язню замку «Паланок».
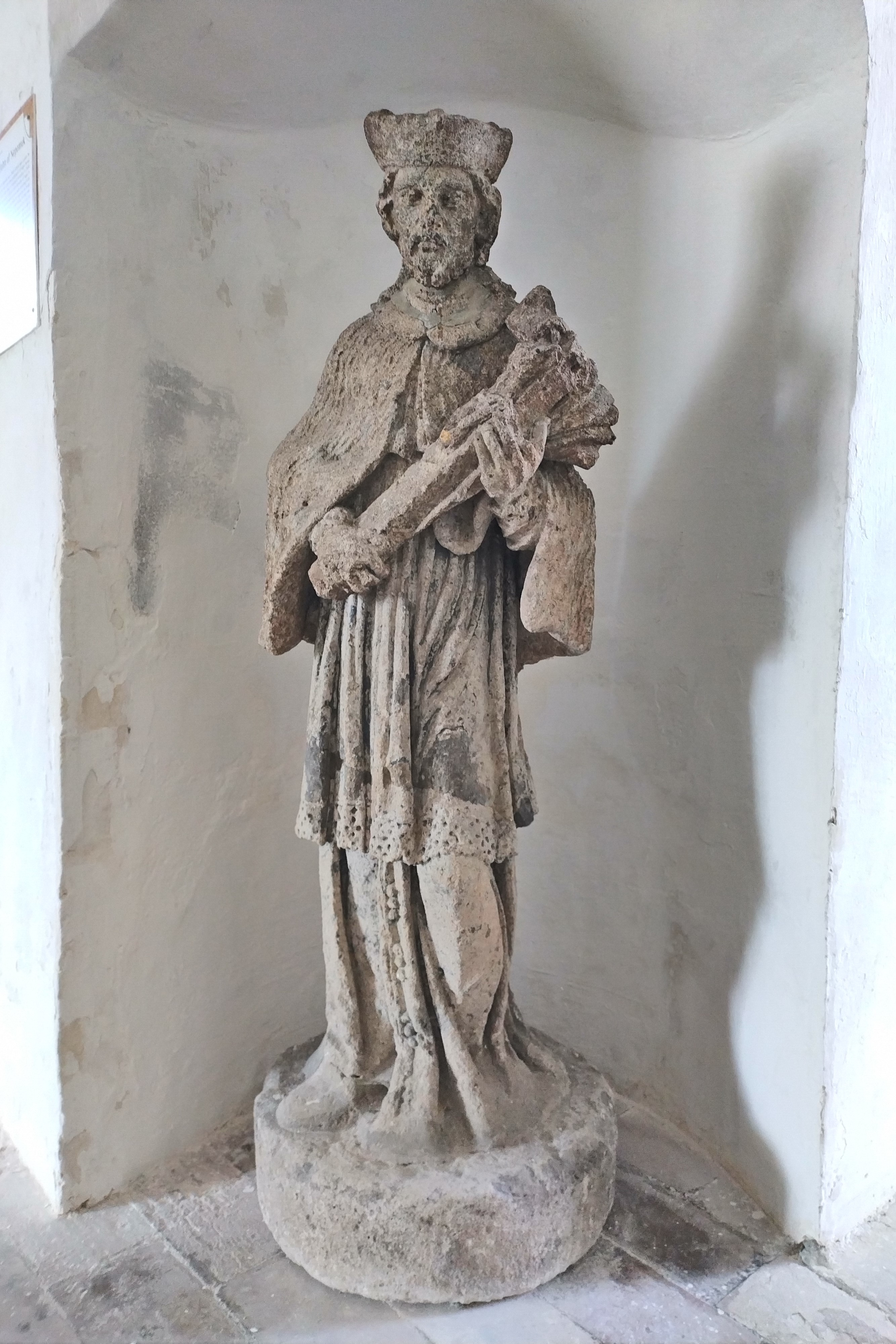
Скульптура чеському католицькому святому Яну Непомуцькому, розташована у Верхньому дворі замку (XVIII ст.).   - Пам'ятник Кельту
  - Жертвам Голодомору
  - Погруддя Шандору Петефі
  - Пам'ятник Федору Коріятовичу
  - Меморіальна таблиця Ілоні Зріні
  - Барельєфна дошка угорському королю Матяшу Корвіну
  - Меморіальна таблиця про охорону Святої корони в Замку Паланок
  - Скульптура Святому Яну Непомуцькому

## Міні-скульптури
Мініскульптури скульптора Михайла Колодка, Романа Мурника та туризмознавця Федора Шандора у Мукачеві:
- Перша мініскульптура — кельт, пов'язана з такою родзинкою міста, яка є унікальною не тільки для України, а й для усієї Європи. Творці скульптури зазначають, що на горі Ловачці, що знаходиться біля міста над Латорицею, була розташована найбільша зі знайдених на території сучасної України кельтська стоянка. Образ пам'ятника схожий на найбільш відомих кельтів Астерікса і Обелікса. Їхній мукачівський «товариш» у руках тримає кельтський меч, оригінальний прообраз якого нині зберігається в музеї Мукачівського замку. Кельт був встановлений біля головного транспортного мосту неподалік вулиці Парканія, на перилах набережної Латориці 17.03.2015 р.
- мініскульптуру Ференцу Ракоці ІІ встановили 24 жовтня 2015 р. на вулиці Пушкіна в центрі міста, тому що до 1945 р. саме вона носила ім'я Ференца Ракоці. Навколо скульптури є надпис: «З Богом за Батьківщину і Свободу». Це лозунг повстанців-куруців 1703—1711 рр.

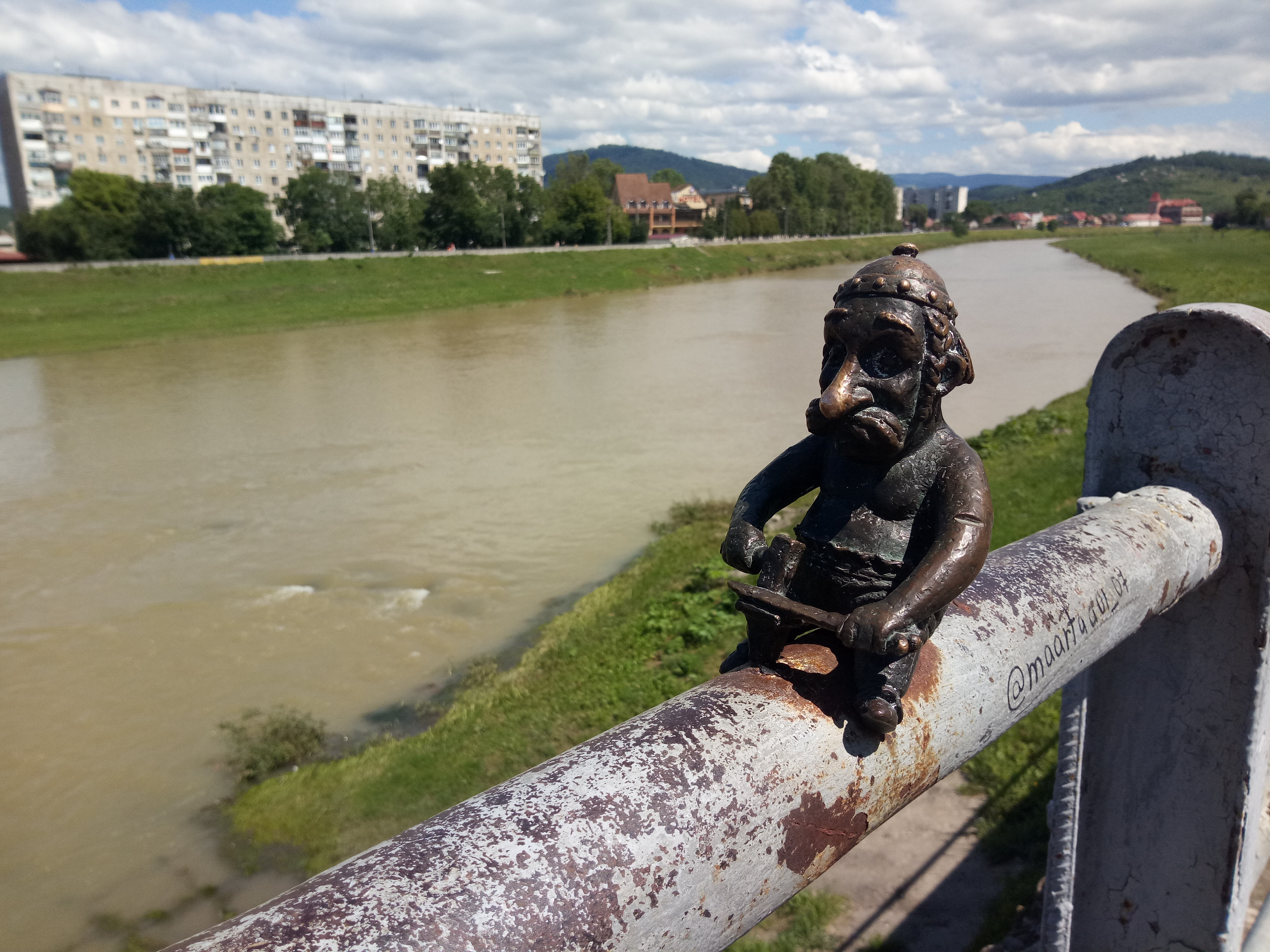
Кельт
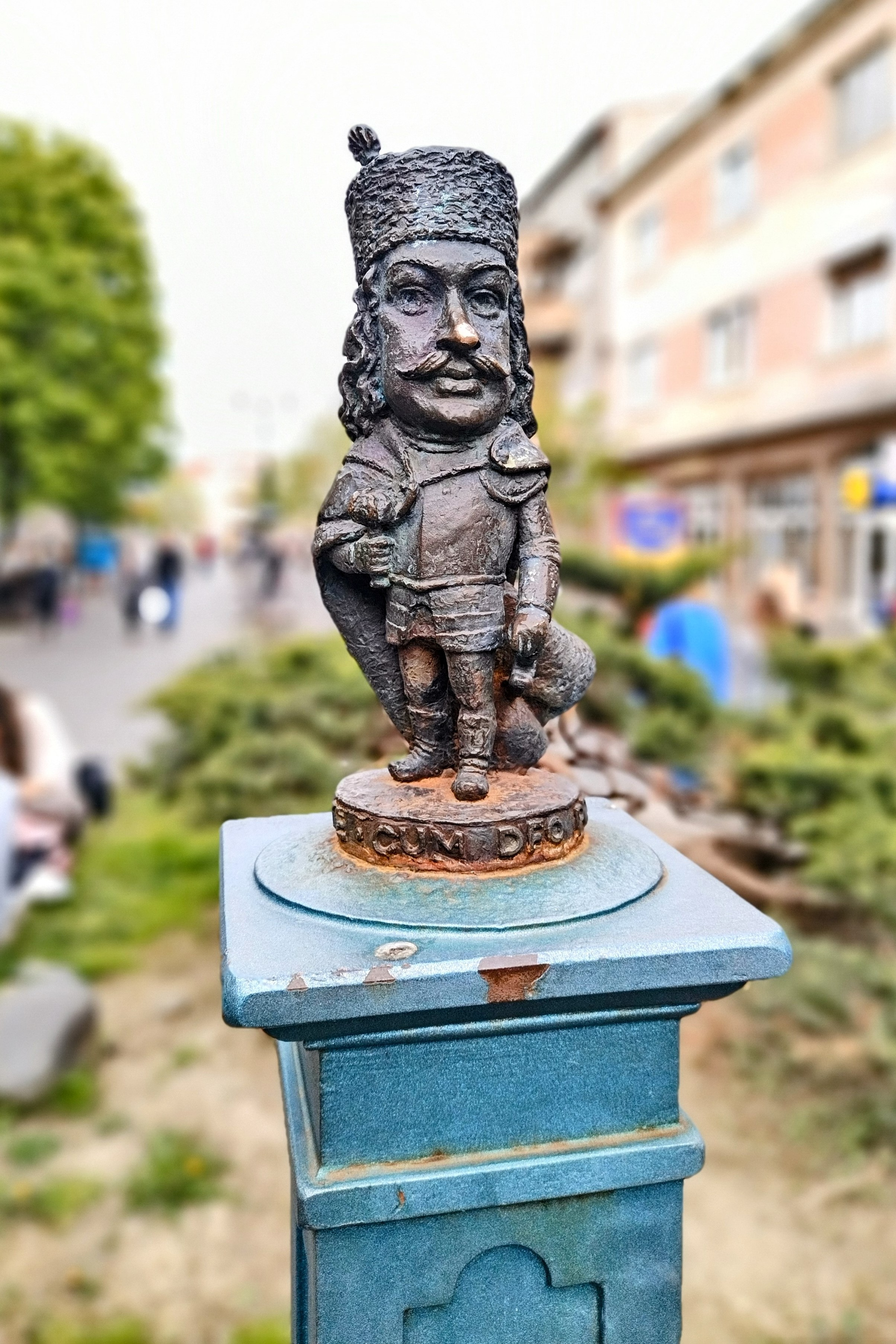
Ференц II Ракоці
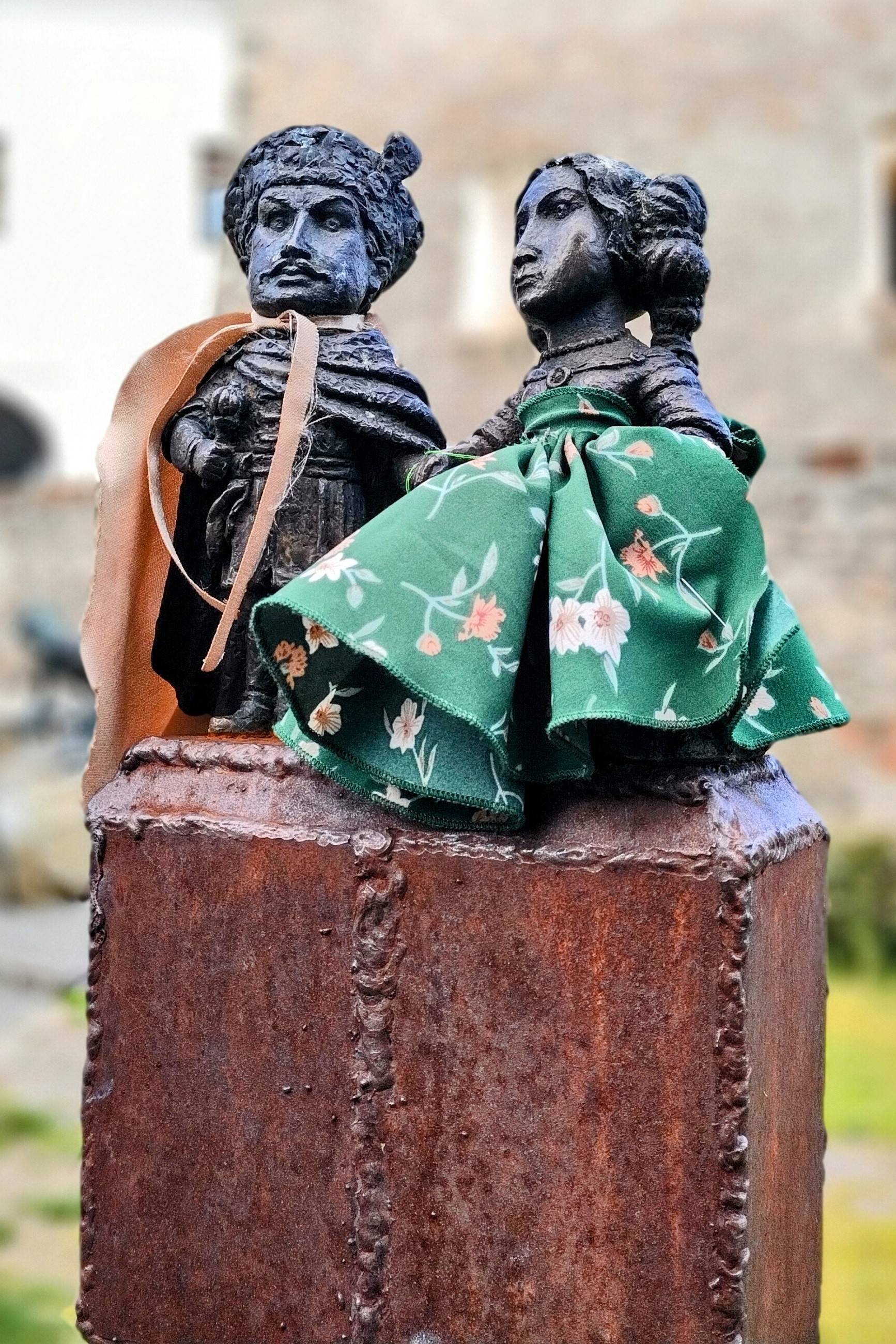
17 травня 2016 р. у замку «Паланок» з'явилась скульптурна композиція «Весілля Імре Текелі та Ілони Зріні» — захисниці Мукачівського замку та її коханому. Скульптурну композицію відкрили у першому дворі замку, відразу за центральним входом. Таким чином володарка замку Ілона Зріні з чоловіком немов зустрічають гостей.
- пам'ятник режисеру Мілошу Форману. До Міжнародного дня кіно, до 90-річчя з дня відкриття кінотеатру «SCALA» в Мукачеві відкрили мініскульптуру. Монументальну композицію присвятили культовому режисеру Мілошу Форману, автору кінострічки «Пролітаючи над гніздом зозулі». Мініскульптура зображує відоме зозулине гніздо, американську кінобабіну та зібрані легендарним Мілошом Форманом та його культовою стрічкою 5 головних премій Американської академії кіномистецтва «Оскар». Скульптор Роман Мурник та коваль Степан Руснак, за сприяння Андрія Петьовки.
- мініскульптуру кельтському клурикону Баррі встановили 14 травня 2021 р. на вулиці Ярослава Мудрого, поблизу першого мукачівського пивного паба. Скульптор Роман Мурник.   - Кельт
  - Ференц II Ракоці
  - Весілля Імре Текелі та Ілони Зріні

## Колишні пам'ятники

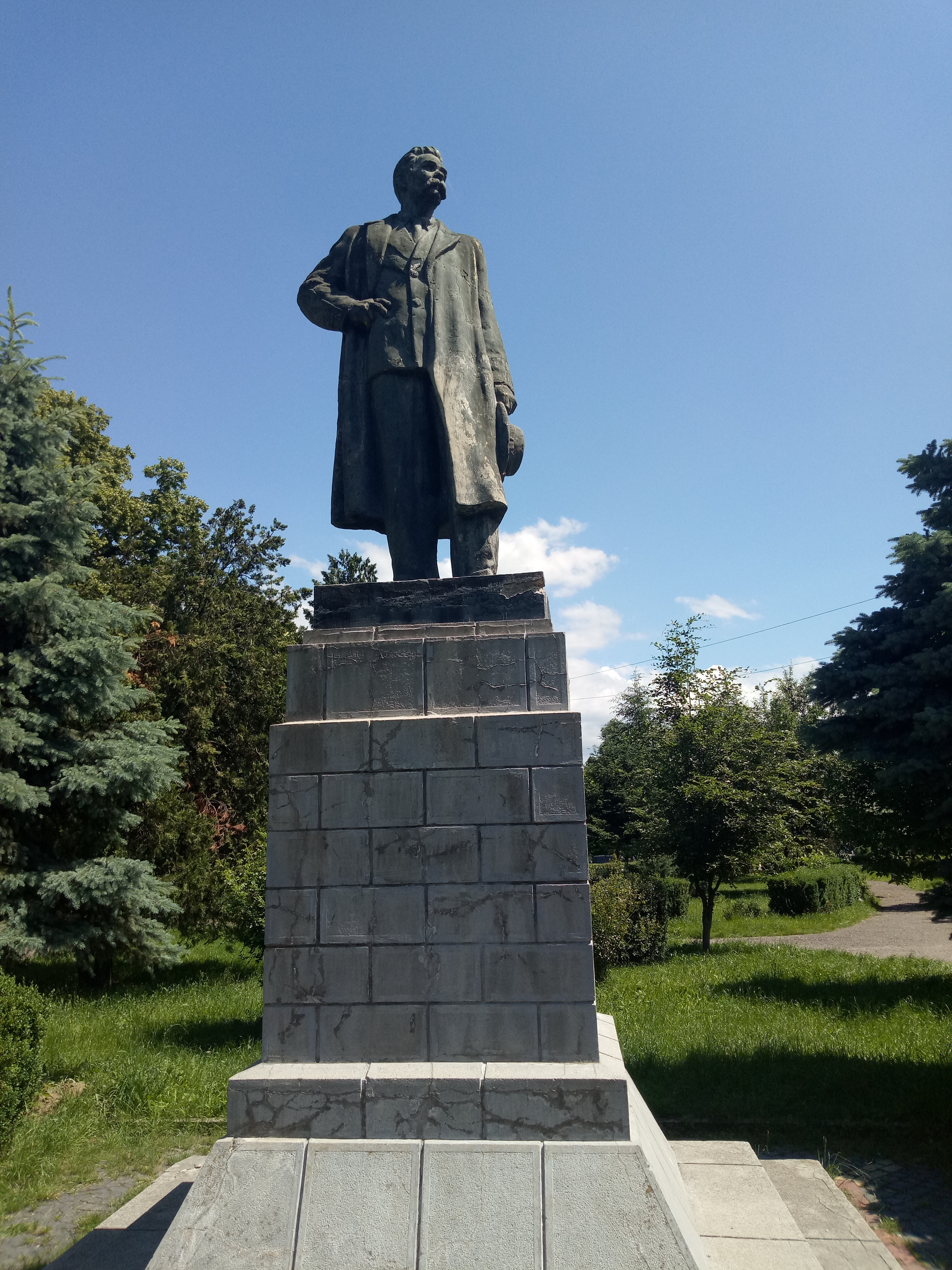
в 1933 році на головній вулиці Мукачева (в ті часи вул. Масарикова, нині — пл. Миру) було встановлено пам'ятник-погруддя греко-католицькому священнику О. Митраку (скульптор Олена Мондич), але з приходом фашистських окупантів пам'ятник було демонтовано і за радянських часів не поновлено. На жаль, пам'ятник О. Митраку не зберігся до наших днів. Після Другої світової війни на його місці встановили монумент Сталіну (1949), який після розвінчання «культу особи» був замінений постаментом вождю світового пролетаріату В. І. Леніну. Ансамбль площі радянського зразка завершували обеліск і серп з молотом, які розташувалися неподалік вождя. Після проголошення в Києві Акту про державну незалежність України, був демонтований у вересні 1991 р. А у травні 2000 р. на цьому місці з'явилась скульптурна композиція святих рівноапаостольних Кирила і Мефодія роботи заслуженого художника України Івана Бровді.
- Пам'ятник М. Горькому знаходився в центральному парку культури та відпочинку Мукачева до серпня 2020 року[2].
- Монумент «Турул», бастіон (2008 рік, бронза, автори: скульптор Михайло Белень, архітектор Олександр Андялоші). Був демонтований у 2022 році.   - Пам'ятник Горькому